# Llista de topònims de Riba-roja d'Ebre
Llista de topònims (noms propis de lloc) del municipi de Riba-roja d'Ebre, a la Ribera d'Ebre
Informació actualitzada per un bot. Els canvis manuals es perdran quan s'actualitzi!

## cabana
| imatge | Nom               | Ubicat a         | instància de | Detalls | coordenades                                                          | Protecció | Commons (més fotos) | Dades a WD                    |
| ------ | ----------------- | ---------------- | ------------ | ------- | -------------------------------------------------------------------- | --------- | ------------------- | ----------------------------- |
|        | era de Catxap     | Riba-roja d'Ebre | cabana       |         | 41° 15′ 32″ N, 0° 28′ 59″ E / 41.2588055054854°N,0.482992044494938°E |           |                     | Modifica les dades a Wikidata |
|        | era de Cuto       | Riba-roja d'Ebre | cabana       |         | 41° 15′ 39″ N, 0° 27′ 28″ E / 41.2607815433353°N,0.457754975509842°E |           |                     | Modifica les dades a Wikidata |
|        | era de Janot      | Riba-roja d'Ebre | cabana       |         | 41° 15′ 18″ N, 0° 28′ 07″ E / 41.2550735895351°N,0.468479221880954°E |           |                     | Modifica les dades a Wikidata |
|        | era de Jepo       | Riba-roja d'Ebre | cabana       |         | 41° 16′ 50″ N, 0° 29′ 06″ E / 41.2804924529369°N,0.485000091587466°E |           |                     | Modifica les dades a Wikidata |
|        | era de Maurício   | Riba-roja d'Ebre | cabana       |         | 41° 17′ 11″ N, 0° 29′ 06″ E / 41.2864632891275°N,0.484973679945818°E |           |                     | Modifica les dades a Wikidata |
|        | era de Panxó      | Riba-roja d'Ebre | cabana       |         | 41° 15′ 15″ N, 0° 26′ 58″ E / 41.2541144165895°N,0.449516073728871°E |           |                     | Modifica les dades a Wikidata |
|        | era de Pinyol     | Riba-roja d'Ebre | cabana       |         | 41° 15′ 16″ N, 0° 28′ 16″ E / 41.2545352448385°N,0.471030216259408°E |           |                     | Modifica les dades a Wikidata |
|        | era de la Pitxona | Riba-roja d'Ebre | cabana       |         | 41° 18′ 20″ N, 0° 28′ 21″ E / 41.3054477401891°N,0.472574397027194°E |           |                     | Modifica les dades a Wikidata |
|        | era del Prensés   | Riba-roja d'Ebre | cabana       |         | 41° 16′ 50″ N, 0° 28′ 47″ E / 41.2806028287839°N,0.479754338951072°E |           |                     | Modifica les dades a Wikidata |

## casa
| imatge | Nom                             | Ubicat a         | instància de | Detalls                     | coordenades                                          | Protecció                                  | Commons (més fotos) | Dades a WD                    |
| ------ | ------------------------------- | ---------------- | ------------ | --------------------------- | ---------------------------------------------------- | ------------------------------------------ | ------------------- | ----------------------------- |
|        | Cal Roig                        | Riba-roja d'Ebre | casa         | Estil: arquitectura popular | 41° 15′ 05″ N, 0° 29′ 08″ E / 41.251251°N,0.485569°E | bé integrant del patrimoni cultural català |                     | Modifica les dades a Wikidata |
|        | Casa Bladé                      | Riba-roja d'Ebre | casa         |                             | 41° 15′ 06″ N, 0° 29′ 07″ E / 41.251576°N,0.48518°E  | bé integrant del patrimoni cultural català |                     | Modifica les dades a Wikidata |
|        | Casa Castellví                  | Riba-roja d'Ebre | casa         | Estil: arquitectura popular | 41° 15′ 05″ N, 0° 29′ 08″ E / 41.251308°N,0.485501°E | bé integrant del patrimoni cultural català |                     | Modifica les dades a Wikidata |
|        | Casa Manolo                     | Riba-roja d'Ebre | casa         | Estil: arquitectura popular | 41° 15′ 04″ N, 0° 29′ 07″ E / 41.251182°N,0.485303°E | bé integrant del patrimoni cultural català |                     | Modifica les dades a Wikidata |
|        | Casa Prencés                    | Riba-roja d'Ebre | casa         | Estil: arquitectura popular | 41° 15′ 05″ N, 0° 29′ 09″ E / 41.251393°N,0.485897°E | bé integrant del patrimoni cultural català |                     | Modifica les dades a Wikidata |
|        | Casa Solà                       | Riba-roja d'Ebre | casa         | Estil: arquitectura popular | 41° 15′ 05″ N, 0° 29′ 07″ E / 41.251457°N,0.485304°E | bé integrant del patrimoni cultural català |                     | Modifica les dades a Wikidata |
|        | Casa l'Escolà                   | Riba-roja d'Ebre | casa         | Estil: arquitectura popular | 41° 15′ 05″ N, 0° 29′ 10″ E / 41.251405°N,0.486243°E | bé integrant del patrimoni cultural català |                     | Modifica les dades a Wikidata |
|        | casa Fantxico                   | Riba-roja d'Ebre | casa         | Estil: arquitectura popular | 41° 15′ 08″ N, 0° 29′ 07″ E / 41.252215°N,0.4854°E   | bé integrant del patrimoni cultural català |                     | Modifica les dades a Wikidata |
|        | casa al carrer Eres, 6-8        | Riba-roja d'Ebre | casa         | Estil: arquitectura popular | 41° 15′ 05″ N, 0° 29′ 12″ E / 41.251342°N,0.486669°E | bé integrant del patrimoni cultural català |                     | Modifica les dades a Wikidata |
|        | casa al carrer del Castell, 2-4 | Riba-roja d'Ebre | casa         | Estil: arquitectura popular | 41° 15′ 04″ N, 0° 29′ 04″ E / 41.251238°N,0.484561°E | bé integrant del patrimoni cultural català |                     | Modifica les dades a Wikidata |

## cova
| imatge | Nom                          | Ubicat a         | instància de | Detalls | coordenades                                                          | Protecció | Commons (més fotos) | Dades a WD                    |
| ------ | ---------------------------- | ---------------- | ------------ | ------- | -------------------------------------------------------------------- | --------- | ------------------- | ----------------------------- |
|        | cova de Carlinos             | Riba-roja d'Ebre | cova         |         | 41° 17′ 37″ N, 0° 29′ 36″ E / 41.2937405214309°N,0.493220651535938°E |           |                     | Modifica les dades a Wikidata |
|        | cova de Jepo                 | Riba-roja d'Ebre | cova         |         | 41° 16′ 58″ N, 0° 29′ 44″ E / 41.2828322010562°N,0.495644337507076°E |           |                     | Modifica les dades a Wikidata |
|        | cova de Pinyol               | Riba-roja d'Ebre | cova         |         | 41° 18′ 18″ N, 0° 28′ 25″ E / 41.3050049579071°N,0.473738140374342°E |           |                     | Modifica les dades a Wikidata |
|        | cova de l'Horteta de Marrosa | Riba-roja d'Ebre | cova         |         | 41° 14′ 22″ N, 0° 22′ 56″ E / 41.2395250282888°N,0.382202057189557°E |           |                     | Modifica les dades a Wikidata |
|        | cova de les Xintes           | Riba-roja d'Ebre | cova         |         | 41° 13′ 39″ N, 0° 28′ 00″ E / 41.227608790494°N,0.466688265868535°E  |           |                     | Modifica les dades a Wikidata |
|        | cova del Canàrio             | Riba-roja d'Ebre | cova         |         | 41° 14′ 41″ N, 0° 23′ 53″ E / 41.2446033949932°N,0.398025248122079°E |           |                     | Modifica les dades a Wikidata |
|        | cova del Carlinos            | Riba-roja d'Ebre | cova         |         | 41° 17′ 37″ N, 0° 29′ 36″ E / 41.2937042648766°N,0.493210098349775°E |           |                     | Modifica les dades a Wikidata |
|        | cova del Madrilenyo          | Riba-roja d'Ebre | cova         |         | 41° 14′ 10″ N, 0° 26′ 14″ E / 41.2361764946838°N,0.437101195155889°E |           |                     | Modifica les dades a Wikidata |
|        | cova del Pansit              | Riba-roja d'Ebre | cova         |         | 41° 14′ 05″ N, 0° 24′ 49″ E / 41.2348490943272°N,0.41360079534585°E  |           |                     | Modifica les dades a Wikidata |
|        | cova del Pinyol              | Riba-roja d'Ebre | cova         |         | 41° 18′ 15″ N, 0° 28′ 23″ E / 41.3040284371979°N,0.473154768684931°E |           |                     | Modifica les dades a Wikidata |
|        | cova del Piquer              | Riba-roja d'Ebre | cova         |         | 41° 15′ 59″ N, 0° 28′ 38″ E / 41.2662967626561°N,0.477129602049247°E |           |                     | Modifica les dades a Wikidata |
|        | coves del Llarg              | Riba-roja d'Ebre | cova         |         | 41° 17′ 06″ N, 0° 28′ 28″ E / 41.2849456502626°N,0.474488569536003°E |           |                     | Modifica les dades a Wikidata |

## església
| imatge | Nom                              | Ubicat a         | instància de     | Detalls                                                                                   | coordenades                                                  | Protecció                                  | Commons (més fotos)               | Dades a WD                    |
| ------ | -------------------------------- | ---------------- | ---------------- | ----------------------------------------------------------------------------------------- | ------------------------------------------------------------ | ------------------------------------------ | --------------------------------- | ----------------------------- |
|        | Ermita de Santa Madrona          | Riba-roja d'Ebre | església ermita  | Estil: arquitectura neoclàssica arquitectura popular Anomenat per: Madrona de Tessalònica | 41° 14′ 03″ N, 0° 26′ 43″ E / 41.23428°N,0.445397°E 118 msnm | bé cultural d'interès local                | Santa Madrona de Riba-roja d'Ebre | Modifica les dades a Wikidata |
|        | Sant Domènec de Riba-roja d'Ebre | Riba-roja d'Ebre | església capella |                                                                                           | 41° 15′ 15″ N, 0° 29′ 25″ E / 41.254069°N,0.490151°E         | bé integrant del patrimoni cultural català |                                   | Modifica les dades a Wikidata |
|        | Santa Magdalena de Berrús        | Riba-roja d'Ebre | església ermita  | Estil: arquitectura romànica                                                              | 41° 14′ 01″ N, 0° 24′ 08″ E / 41.233494°N,0.402231°E         | bé cultural d'interès local                | Santa Magdalena de Berrús         | Modifica les dades a Wikidata |
|        | església de Sant Bartomeu        | Riba-roja d'Ebre | església         | Estil: arquitectura barroca rococó                                                        | 41° 15′ 06″ N, 0° 29′ 09″ E / 41.251629°N,0.485757°E 78 msnm | bé cultural d'interès local                | Sant Bartomeu de Riba-roja d'Ebre | Modifica les dades a Wikidata |

## forn d'oli de ginebre
| imatge | Nom                                          | Ubicat a         | instància de          | Detalls                     | coordenades | Protecció                                  | Commons (més fotos) | Dades a WD                    |
| ------ | -------------------------------------------- | ---------------- | --------------------- | --------------------------- | ----------- | ------------------------------------------ | ------------------- | ----------------------------- |
|        | Forn d'oli de Miquel del Sim                 | Riba-roja d'Ebre | forn d'oli de ginebre |                             |             | bé cultural d'interès local                |                     | Modifica les dades a Wikidata |
|        | Forn d'oli de Valera                         | Riba-roja d'Ebre | forn d'oli de ginebre |                             |             | bé cultural d'interès local                |                     | Modifica les dades a Wikidata |
|        | Forn d'oli de ginebre Berrús I               | Riba-roja d'Ebre | forn d'oli de ginebre | Estil: arquitectura popular |             | bé cultural d'interès local                |                     | Modifica les dades a Wikidata |
|        | Forn d'oli de ginebre Berrús II              | Riba-roja d'Ebre | forn d'oli de ginebre | Estil: arquitectura popular |             | bé cultural d'interès local                |                     | Modifica les dades a Wikidata |
|        | Forn d'oli de ginebre de Josepet de Balances | Riba-roja d'Ebre | forn d'oli de ginebre |                             |             | bé cultural d'interès local                |                     | Modifica les dades a Wikidata |
|        | Forn d'oli de ginebre de Quimet el Recader   | Riba-roja d'Ebre | forn d'oli de ginebre |                             |             | bé cultural d'interès local                |                     | Modifica les dades a Wikidata |
|        | Forn d'oli de ginebre de Sant Francesc       | Riba-roja d'Ebre | forn d'oli de ginebre | Estil: arquitectura popular |             | bé integrant del patrimoni cultural català |                     | Modifica les dades a Wikidata |
|        | Forn d'oli de ginebre de Serení              | Riba-roja d'Ebre | forn d'oli de ginebre | Estil: arquitectura popular |             | bé cultural d'interès local                |                     | Modifica les dades a Wikidata |
|        | Forn d'oli de ginebre de Torà                | Riba-roja d'Ebre | forn d'oli de ginebre |                             |             | bé cultural d'interès local                |                     | Modifica les dades a Wikidata |
|        | Forn d'oli de ginebre de Vall de Porcs       | Riba-roja d'Ebre | forn d'oli de ginebre |                             |             | bé cultural d'interès local                |                     | Modifica les dades a Wikidata |
|        | Forn d'oli de ginebre dels Castellons        | Riba-roja d'Ebre | forn d'oli de ginebre |                             |             | bé cultural d'interès local                |                     | Modifica les dades a Wikidata |

## masia
| imatge | Nom                        | Ubicat a         | instància de | Detalls | coordenades                                                          | Protecció | Commons (més fotos) | Dades a WD                    |
| ------ | -------------------------- | ---------------- | ------------ | ------- | -------------------------------------------------------------------- | --------- | ------------------- | ----------------------------- |
|        | Mas d'Abella               | Riba-roja d'Ebre | masia        |         | 41° 15′ 45″ N, 0° 29′ 43″ E / 41.262586357964°N,0.495284495360521°E  |           |                     | Modifica les dades a Wikidata |
|        | Mas d'Aguilar              | Riba-roja d'Ebre | masia        |         | 41° 15′ 09″ N, 0° 28′ 15″ E / 41.2524570764695°N,0.470728510865072°E |           |                     | Modifica les dades a Wikidata |
|        | Mas d'Agustí Prensés       | Riba-roja d'Ebre | masia        |         | 41° 18′ 02″ N, 0° 28′ 26″ E / 41.300542083595°N,0.47388401831564°E   |           |                     | Modifica les dades a Wikidata |
|        | Mas d'Anton                | Riba-roja d'Ebre | masia        |         | 41° 13′ 50″ N, 0° 29′ 01″ E / 41.230506720115°N,0.48374176141456°E   |           |                     | Modifica les dades a Wikidata |
|        | Mas d'Armando              | Riba-roja d'Ebre | masia        |         | 41° 14′ 26″ N, 0° 27′ 13″ E / 41.240649873082°N,0.45352189447649°E   |           |                     | Modifica les dades a Wikidata |
|        | Mas d'Aurelleto            | Riba-roja d'Ebre | masia        |         | 41° 15′ 09″ N, 0° 28′ 19″ E / 41.2523660318341°N,0.471913539914819°E |           |                     | Modifica les dades a Wikidata |
|        | Mas d'Escaleta             | Riba-roja d'Ebre | masia        |         | 41° 14′ 41″ N, 0° 27′ 52″ E / 41.2447681418158°N,0.464306868499879°E |           |                     | Modifica les dades a Wikidata |
|        | Mas d'Espinosa             | Riba-roja d'Ebre | masia        |         | 41° 18′ 00″ N, 0° 29′ 22″ E / 41.29998178622°N,0.48943166808883°E    |           |                     | Modifica les dades a Wikidata |
|        | Mas d'Evaristo             | Riba-roja d'Ebre | masia        |         | 41° 15′ 46″ N, 0° 23′ 21″ E / 41.2627123256099°N,0.389129728407579°E |           |                     | Modifica les dades a Wikidata |
|        | Mas d'Isidret              | Riba-roja d'Ebre | masia        |         | 41° 17′ 37″ N, 0° 28′ 39″ E / 41.2935225001736°N,0.477477468010119°E |           |                     | Modifica les dades a Wikidata |
|        | Mas d'Isidro Retxa         | Riba-roja d'Ebre | masia        |         | 41° 17′ 20″ N, 0° 28′ 36″ E / 41.288895851467°N,0.47672179453305°E   |           |                     | Modifica les dades a Wikidata |
|        | Mas d'Isidro de la Xorissa | Riba-roja d'Ebre | masia        |         | 41° 16′ 30″ N, 0° 24′ 12″ E / 41.2748615017829°N,0.403425234084624°E |           |                     | Modifica les dades a Wikidata |
|        | Mas de Barracons           | Riba-roja d'Ebre | masia        |         | 41° 14′ 50″ N, 0° 25′ 11″ E / 41.2472085912246°N,0.419724295447537°E |           |                     | Modifica les dades a Wikidata |
|        | Mas de Bartolet            | Riba-roja d'Ebre | masia        |         | 41° 16′ 40″ N, 0° 28′ 16″ E / 41.2776397768795°N,0.471140901297563°E |           |                     | Modifica les dades a Wikidata |
|        | Mas de Benitabot           | Riba-roja d'Ebre | masia        |         | 41° 17′ 29″ N, 0° 28′ 41″ E / 41.2914534020903°N,0.477999063653578°E |           |                     | Modifica les dades a Wikidata |
|        | Mas de Blanco              | Riba-roja d'Ebre | masia        |         | 41° 16′ 31″ N, 0° 27′ 07″ E / 41.2752828602171°N,0.452082304389134°E |           |                     | Modifica les dades a Wikidata |
|        | Mas de Bleda               | Riba-roja d'Ebre | masia        |         | 41° 18′ 28″ N, 0° 28′ 54″ E / 41.3076584013256°N,0.481793820171303°E |           |                     | Modifica les dades a Wikidata |
|        | Mas de Borra               | Riba-roja d'Ebre | masia        |         | 41° 18′ 49″ N, 0° 27′ 28″ E / 41.3135959340333°N,0.457733553080966°E |           |                     | Modifica les dades a Wikidata |
|        | Mas de Cabrera             | Riba-roja d'Ebre | masia        |         | 41° 17′ 48″ N, 0° 26′ 17″ E / 41.2966931162238°N,0.43795668442632°E  |           |                     | Modifica les dades a Wikidata |
|        | Mas de Cabús               | Riba-roja d'Ebre | masia        |         | 41° 13′ 45″ N, 0° 24′ 48″ E / 41.2290778831747°N,0.413291540067402°E |           |                     | Modifica les dades a Wikidata |
|        | Mas de Cantoner            | Riba-roja d'Ebre | masia        |         | 41° 14′ 53″ N, 0° 24′ 33″ E / 41.2480515916603°N,0.409141770306375°E |           |                     | Modifica les dades a Wikidata |
|        | Mas de Carles Janot        | Riba-roja d'Ebre | masia        |         | 41° 15′ 36″ N, 0° 28′ 22″ E / 41.2600305916278°N,0.472727846870411°E |           |                     | Modifica les dades a Wikidata |
|        | Mas de Carlets             | Riba-roja d'Ebre | masia        |         | 41° 12′ 35″ N, 0° 28′ 56″ E / 41.209756662774°N,0.48215213999125°E   |           |                     | Modifica les dades a Wikidata |
|        | Mas de Carlinos            | Riba-roja d'Ebre | masia        |         | 41° 17′ 16″ N, 0° 29′ 15″ E / 41.287893°N,0.487435°E                 |           |                     | Modifica les dades a Wikidata |
|        | Mas de Carlinos            | Riba-roja d'Ebre | masia        |         | 41° 17′ 48″ N, 0° 27′ 44″ E / 41.296596°N,0.462187°E                 |           |                     | Modifica les dades a Wikidata |
|        | Mas de Carxano             | Riba-roja d'Ebre | masia        |         | 41° 18′ 26″ N, 0° 29′ 12″ E / 41.307128871257°N,0.48676847252185°E   |           |                     | Modifica les dades a Wikidata |
|        | Mas de Castilla            | Riba-roja d'Ebre | masia        |         | 41° 14′ 05″ N, 0° 24′ 42″ E / 41.2347358282985°N,0.411767856514918°E |           |                     | Modifica les dades a Wikidata |
|        | Mas de Catxap              | Riba-roja d'Ebre | masia        |         | 41° 15′ 33″ N, 0° 28′ 57″ E / 41.259117733168°N,0.482442941380832°E  |           |                     | Modifica les dades a Wikidata |
|        | Mas de Cugat               | Riba-roja d'Ebre | masia        |         | 41° 18′ 31″ N, 0° 29′ 08″ E / 41.3086958390992°N,0.485576212986018°E |           |                     | Modifica les dades a Wikidata |
|        | Mas de Cuto                | Riba-roja d'Ebre | masia        |         | 41° 15′ 38″ N, 0° 27′ 31″ E / 41.260579178212°N,0.45871532894368°E   |           |                     | Modifica les dades a Wikidata |
|        | Mas de Feliu               | Riba-roja d'Ebre | masia        |         | 41° 17′ 42″ N, 0° 27′ 59″ E / 41.2949643491668°N,0.466446934506839°E |           |                     | Modifica les dades a Wikidata |
|        | Mas de Figon               | Riba-roja d'Ebre | masia        |         | 41° 19′ 33″ N, 0° 27′ 26″ E / 41.3258716863826°N,0.4573158946622°E   |           |                     | Modifica les dades a Wikidata |
|        | Mas de Futxo               | Riba-roja d'Ebre | masia        |         | 41° 14′ 04″ N, 0° 29′ 44″ E / 41.234366424345°N,0.49552478195244°E   |           |                     | Modifica les dades a Wikidata |
|        | Mas de Griso               | Riba-roja d'Ebre | masia        |         | 41° 18′ 04″ N, 0° 28′ 07″ E / 41.3012380516397°N,0.468724048538941°E |           |                     | Modifica les dades a Wikidata |
|        | Mas de Janelo              | Riba-roja d'Ebre | masia        |         | 41° 12′ 39″ N, 0° 28′ 10″ E / 41.210706785889°N,0.46930872897094°E   |           |                     | Modifica les dades a Wikidata |
|        | Mas de Janot               | Riba-roja d'Ebre | masia        |         | 41° 18′ 33″ N, 0° 27′ 40″ E / 41.3090845667587°N,0.461038472213752°E |           |                     | Modifica les dades a Wikidata |
|        | Mas de Jepo                | Riba-roja d'Ebre | masia        |         | 41° 16′ 51″ N, 0° 29′ 08″ E / 41.2808998867156°N,0.485509787626794°E |           |                     | Modifica les dades a Wikidata |
|        | Mas de Joan Ramon Duaigües | Riba-roja d'Ebre | masia        |         | 41° 16′ 13″ N, 0° 23′ 46″ E / 41.2701495816685°N,0.396186840754283°E |           |                     | Modifica les dades a Wikidata |
|        | Mas de Joan Salomó         | Riba-roja d'Ebre | masia        |         | 41° 15′ 47″ N, 0° 23′ 34″ E / 41.2631891183792°N,0.392679700466669°E |           |                     | Modifica les dades a Wikidata |
|        | Mas de Josep del Llarg     | Riba-roja d'Ebre | masia        |         | 41° 14′ 19″ N, 0° 24′ 57″ E / 41.238745096626°N,0.415833497431847°E  |           |                     | Modifica les dades a Wikidata |
|        | Mas de Lucas               | Riba-roja d'Ebre | masia        |         | 41° 15′ 03″ N, 0° 28′ 27″ E / 41.2507959541827°N,0.474241606454102°E |           |                     | Modifica les dades a Wikidata |
|        | Mas de Macià               | Riba-roja d'Ebre | masia        |         | 41° 13′ 00″ N, 0° 27′ 14″ E / 41.216606135572°N,0.453789562166097°E  |           |                     | Modifica les dades a Wikidata |
|        | Mas de Maio                | Riba-roja d'Ebre | masia        |         | 41° 15′ 48″ N, 0° 25′ 29″ E / 41.26341830654°N,0.424851211825286°E   |           |                     | Modifica les dades a Wikidata |
|        | Mas de Manuelon            | Riba-roja d'Ebre | masia        |         | 41° 13′ 57″ N, 0° 29′ 12″ E / 41.2326138630592°N,0.486693948977974°E |           |                     | Modifica les dades a Wikidata |
|        | Mas de Maro                | Riba-roja d'Ebre | masia        |         | 41° 13′ 26″ N, 0° 24′ 10″ E / 41.2239489192184°N,0.402709768107429°E |           |                     | Modifica les dades a Wikidata |
|        | Mas de Marrosa             | Riba-roja d'Ebre | masia        |         | 41° 14′ 31″ N, 0° 29′ 45″ E / 41.2418639226326°N,0.495789988583077°E |           |                     | Modifica les dades a Wikidata |
|        | Mas de Marroso             | Riba-roja d'Ebre | masia        |         | 41° 13′ 19″ N, 0° 28′ 26″ E / 41.2218067649184°N,0.473986176832975°E |           |                     | Modifica les dades a Wikidata |
|        | Mas de Martorell           | Riba-roja d'Ebre | masia        |         | 41° 16′ 38″ N, 0° 29′ 17″ E / 41.2773518361546°N,0.48800998494941°E  |           |                     | Modifica les dades a Wikidata |
|        | Mas de Maurício            | Riba-roja d'Ebre | masia        |         | 41° 15′ 10″ N, 0° 28′ 20″ E / 41.252769107704°N,0.4721461179527°E    |           |                     | Modifica les dades a Wikidata |
|        | Mas de Miquel Garcia       | Riba-roja d'Ebre | masia        |         | 41° 14′ 54″ N, 0° 28′ 19″ E / 41.2482677916566°N,0.471904547930815°E |           |                     | Modifica les dades a Wikidata |
|        | Mas de Mitei               | Riba-roja d'Ebre | masia        |         | 41° 13′ 41″ N, 0° 27′ 12″ E / 41.228046208472°N,0.453452875990108°E  |           |                     | Modifica les dades a Wikidata |
|        | Mas de Panxó               | Riba-roja d'Ebre | masia        |         | 41° 13′ 26″ N, 0° 27′ 39″ E / 41.223776733421°N,0.460776183757921°E  |           |                     | Modifica les dades a Wikidata |
|        | Mas de Papau               | Riba-roja d'Ebre | masia        |         | 41° 16′ 28″ N, 0° 24′ 25″ E / 41.2743524609001°N,0.406812056596305°E |           |                     | Modifica les dades a Wikidata |
|        | Mas de Parrell             | Riba-roja d'Ebre | masia        |         | 41° 17′ 52″ N, 0° 28′ 02″ E / 41.2976567438761°N,0.467238389005311°E |           |                     | Modifica les dades a Wikidata |
|        | Mas de Parrot              | Riba-roja d'Ebre | masia        |         | 41° 12′ 52″ N, 0° 28′ 56″ E / 41.2144653693638°N,0.482164864437661°E |           |                     | Modifica les dades a Wikidata |
|        | Mas de Patxaco             | Riba-roja d'Ebre | masia        |         | 41° 18′ 11″ N, 0° 29′ 36″ E / 41.3029503760479°N,0.493453010125258°E |           |                     | Modifica les dades a Wikidata |
|        | Mas de Peixet              | Riba-roja d'Ebre | masia        |         | 41° 18′ 32″ N, 0° 26′ 10″ E / 41.3089447495415°N,0.436055369828571°E |           |                     | Modifica les dades a Wikidata |
|        | Mas de Pelon               | Riba-roja d'Ebre | masia        |         | 41° 16′ 07″ N, 0° 27′ 30″ E / 41.268678149268°N,0.45840110114304°E   |           |                     | Modifica les dades a Wikidata |
|        | Mas de Perico              | Riba-roja d'Ebre | masia        |         | 41° 15′ 19″ N, 0° 26′ 22″ E / 41.2552693053864°N,0.439469597727524°E |           |                     | Modifica les dades a Wikidata |
|        | Mas de Pinyol              | Riba-roja d'Ebre | masia        |         | 41° 19′ 25″ N, 0° 27′ 40″ E / 41.32367631688°N,0.46104280329722°E    |           |                     | Modifica les dades a Wikidata |
|        | Mas de Pota                | Riba-roja d'Ebre | masia        |         | 41° 15′ 44″ N, 0° 26′ 44″ E / 41.262088443624°N,0.44552703712019°E   |           |                     | Modifica les dades a Wikidata |
|        | Mas de Princès             | Riba-roja d'Ebre | masia        |         | 41° 14′ 37″ N, 0° 30′ 01″ E / 41.2436028863575°N,0.500377404203698°E |           |                     | Modifica les dades a Wikidata |
|        | Mas de Rabosot             | Riba-roja d'Ebre | masia        |         | 41° 13′ 41″ N, 0° 27′ 05″ E / 41.2280384007044°N,0.451472792615634°E |           |                     | Modifica les dades a Wikidata |
|        | Mas de Recader             | Riba-roja d'Ebre | masia        |         | 41° 18′ 01″ N, 0° 29′ 10″ E / 41.3002382767307°N,0.485972949151906°E |           |                     | Modifica les dades a Wikidata |
|        | Mas de Rondan              | Riba-roja d'Ebre | masia        |         | 41° 16′ 31″ N, 0° 23′ 35″ E / 41.2753998863769°N,0.392981476594328°E |           |                     | Modifica les dades a Wikidata |
|        | Mas de Roquet              | Riba-roja d'Ebre | masia        |         | 41° 12′ 54″ N, 0° 28′ 28″ E / 41.2151230300913°N,0.474362757812073°E |           |                     | Modifica les dades a Wikidata |
|        | Mas de Rossildo            | Riba-roja d'Ebre | masia        |         | 41° 14′ 10″ N, 0° 28′ 32″ E / 41.2360608331637°N,0.475465506769482°E |           |                     | Modifica les dades a Wikidata |
|        | Mas de Sereni              | Riba-roja d'Ebre | masia        |         | 41° 13′ 08″ N, 0° 28′ 56″ E / 41.2190210423702°N,0.482085476310608°E |           |                     | Modifica les dades a Wikidata |
|        | Mas de Serret              | Riba-roja d'Ebre | masia        |         | 41° 16′ 19″ N, 0° 28′ 22″ E / 41.271854454186°N,0.472641687174712°E  |           |                     | Modifica les dades a Wikidata |
|        | Mas de Teixidor            | Riba-roja d'Ebre | masia        |         | 41° 17′ 47″ N, 0° 28′ 19″ E / 41.2963306269473°N,0.472054787981425°E |           |                     | Modifica les dades a Wikidata |
|        | Mas de Teodoro             | Riba-roja d'Ebre | masia        |         | 41° 16′ 33″ N, 0° 23′ 31″ E / 41.2759337302555°N,0.391897676727689°E |           |                     | Modifica les dades a Wikidata |
|        | Mas de Teula               | Riba-roja d'Ebre | masia        |         | 41° 17′ 19″ N, 0° 29′ 25″ E / 41.2885489963418°N,0.490159570359829°E |           |                     | Modifica les dades a Wikidata |
|        | Mas de Tomaset             | Riba-roja d'Ebre | masia        |         | 41° 16′ 58″ N, 0° 29′ 06″ E / 41.282853868653°N,0.485076533539436°E  |           |                     | Modifica les dades a Wikidata |
|        | Mas de Tomàs lo Barber     | Riba-roja d'Ebre | masia        |         | 41° 14′ 04″ N, 0° 27′ 37″ E / 41.2345091374672°N,0.460205536811426°E |           |                     | Modifica les dades a Wikidata |
|        | Mas de Torà                | Riba-roja d'Ebre | masia        |         | 41° 18′ 20″ N, 0° 27′ 59″ E / 41.3055555170661°N,0.466418964818777°E |           |                     | Modifica les dades a Wikidata |
|        | Mas de Tòfol               | Riba-roja d'Ebre | masia        |         | 41° 14′ 30″ N, 0° 30′ 01″ E / 41.241529687551°N,0.500301328064263°E  |           |                     | Modifica les dades a Wikidata |
|        | Mas de Valera              | Riba-roja d'Ebre | masia        |         | 41° 18′ 28″ N, 0° 27′ 51″ E / 41.3077242885853°N,0.464292429478597°E |           |                     | Modifica les dades a Wikidata |
|        | Mas de Valeroso            | Riba-roja d'Ebre | masia        |         | 41° 18′ 00″ N, 0° 29′ 16″ E / 41.2999245909636°N,0.487692880670461°E |           |                     | Modifica les dades a Wikidata |
|        | Mas de Vicenta             | Riba-roja d'Ebre | masia        |         | 41° 18′ 21″ N, 0° 26′ 08″ E / 41.3059602754868°N,0.435503483553207°E |           |                     | Modifica les dades a Wikidata |
|        | Mas de Xaval               | Riba-roja d'Ebre | masia        |         | 41° 15′ 25″ N, 0° 25′ 19″ E / 41.257057120688°N,0.42185282290618°E   |           |                     | Modifica les dades a Wikidata |
|        | Mas de Xivirrana           | Riba-roja d'Ebre | masia        |         | 41° 15′ 39″ N, 0° 25′ 40″ E / 41.2609346245237°N,0.427765739522179°E |           |                     | Modifica les dades a Wikidata |
|        | Mas de Xorro               | Riba-roja d'Ebre | masia        |         | 41° 16′ 05″ N, 0° 23′ 53″ E / 41.2681452372141°N,0.397961621677214°E |           |                     | Modifica les dades a Wikidata |
|        | Mas de Xoximot             | Riba-roja d'Ebre | masia        |         | 41° 13′ 00″ N, 0° 28′ 28″ E / 41.2167928387249°N,0.474525118698135°E |           |                     | Modifica les dades a Wikidata |
|        | Mas de l'Agret             | Riba-roja d'Ebre | masia        |         | 41° 13′ 52″ N, 0° 28′ 41″ E / 41.2312027267661°N,0.478181819340373°E |           |                     | Modifica les dades a Wikidata |
|        | Mas de l'Escolà            | Riba-roja d'Ebre | masia        |         | 41° 19′ 17″ N, 0° 26′ 27″ E / 41.321426871531°N,0.44082031229298°E   |           |                     | Modifica les dades a Wikidata |
|        | Mas de l'Espartenyer       | Riba-roja d'Ebre | masia        |         | 41° 15′ 55″ N, 0° 27′ 57″ E / 41.265236452213°N,0.46569668028113°E   |           |                     | Modifica les dades a Wikidata |
|        | Mas de l'Estravat          | Riba-roja d'Ebre | masia        |         | 41° 17′ 46″ N, 0° 28′ 03″ E / 41.2960075030527°N,0.467600790122373°E |           |                     | Modifica les dades a Wikidata |
|        | Mas de l'Ormo              | Riba-roja d'Ebre | masia        |         | 41° 15′ 03″ N, 0° 27′ 49″ E / 41.2507687053633°N,0.463585413672819°E |           |                     | Modifica les dades a Wikidata |
|        | Mas de l'Àguila            | Riba-roja d'Ebre | masia        |         | 41° 16′ 11″ N, 0° 28′ 38″ E / 41.2698298897905°N,0.47724419935091°E  |           |                     | Modifica les dades a Wikidata |
|        | Mas de la Barquera         | Riba-roja d'Ebre | masia        |         | 41° 18′ 36″ N, 0° 28′ 38″ E / 41.3099019191°N,0.477311671759072°E    |           |                     | Modifica les dades a Wikidata |
|        | Mas de la Mina             | Riba-roja d'Ebre | masia        |         | 41° 18′ 53″ N, 0° 27′ 09″ E / 41.3147070292787°N,0.452589470457662°E |           |                     | Modifica les dades a Wikidata |
|        | Mas de la Sénia de Borra   | Riba-roja d'Ebre | masia        |         | 41° 14′ 38″ N, 0° 27′ 57″ E / 41.2439894864811°N,0.465757010779162°E |           |                     | Modifica les dades a Wikidata |
|        | Mas de les Sogues          | Riba-roja d'Ebre | masia        |         | 41° 13′ 15″ N, 0° 23′ 32″ E / 41.2209652715584°N,0.392247153556467°E |           |                     | Modifica les dades a Wikidata |
|        | Mas del Cremat             | Riba-roja d'Ebre | masia        |         | 41° 16′ 28″ N, 0° 26′ 12″ E / 41.274500977278°N,0.43668599991337°E   |           |                     | Modifica les dades a Wikidata |
|        | Mas del Duc                | Riba-roja d'Ebre | masia        |         | 41° 13′ 40″ N, 0° 22′ 15″ E / 41.2277°N,0.370719°E                   |           |                     | Modifica les dades a Wikidata |
|        | Mas del Fatarellot         | Riba-roja d'Ebre | masia        |         | 41° 14′ 28″ N, 0° 25′ 00″ E / 41.2411138302858°N,0.416635057194949°E |           |                     | Modifica les dades a Wikidata |
|        | Mas del Favó               | Riba-roja d'Ebre | masia        |         | 41° 15′ 38″ N, 0° 29′ 57″ E / 41.260567698552°N,0.49929778763402°E   |           |                     | Modifica les dades a Wikidata |
|        | Mas del Malagana           | Riba-roja d'Ebre | masia        |         | 41° 15′ 25″ N, 0° 25′ 41″ E / 41.2568854589883°N,0.427936641820077°E |           |                     | Modifica les dades a Wikidata |
|        | Mas del Mano               | Riba-roja d'Ebre | masia        |         | 41° 14′ 37″ N, 0° 25′ 17″ E / 41.2436075912509°N,0.421405379334526°E |           |                     | Modifica les dades a Wikidata |
|        | Mas del Metxut             | Riba-roja d'Ebre | masia        |         | 41° 16′ 21″ N, 0° 23′ 56″ E / 41.2724609906042°N,0.39882875527152°E  |           |                     | Modifica les dades a Wikidata |
|        | Mas del Molló              | Riba-roja d'Ebre | masia        |         | 41° 16′ 29″ N, 0° 28′ 36″ E / 41.2746447547043°N,0.476664739768173°E |           |                     | Modifica les dades a Wikidata |
|        | Mas del Morerar            | Riba-roja d'Ebre | masia        |         | 41° 14′ 01″ N, 0° 27′ 52″ E / 41.2335731589904°N,0.464322209973436°E |           |                     | Modifica les dades a Wikidata |
|        | Mas del Mosso              | Riba-roja d'Ebre | masia        |         | 41° 15′ 05″ N, 0° 26′ 09″ E / 41.2513788949746°N,0.435850375283897°E |           |                     | Modifica les dades a Wikidata |
|        | Mas del Piquer             | Riba-roja d'Ebre | masia        |         | 41° 15′ 58″ N, 0° 28′ 30″ E / 41.2660000508902°N,0.475099804781221°E |           |                     | Modifica les dades a Wikidata |
|        | Mas del Prensés            | Riba-roja d'Ebre | masia        |         | 41° 16′ 49″ N, 0° 28′ 49″ E / 41.2803109699676°N,0.480410312911303°E |           |                     | Modifica les dades a Wikidata |
|        | Mas del Princès            | Riba-roja d'Ebre | masia        |         | 41° 14′ 12″ N, 0° 29′ 15″ E / 41.2366840644272°N,0.487480546581039°E |           |                     | Modifica les dades a Wikidata |
|        | Mas del Prunero            | Riba-roja d'Ebre | masia        |         | 41° 15′ 41″ N, 0° 25′ 24″ E / 41.2614181405617°N,0.423211039763095°E |           |                     | Modifica les dades a Wikidata |
|        | Mas del Retxa              | Riba-roja d'Ebre | masia        |         | 41° 14′ 47″ N, 0° 24′ 56″ E / 41.2463773140545°N,0.415592284391195°E |           |                     | Modifica les dades a Wikidata |
|        | Mas del Roig               | Riba-roja d'Ebre | masia        |         | 41° 14′ 30″ N, 0° 23′ 24″ E / 41.2415640144359°N,0.389888643943297°E |           |                     | Modifica les dades a Wikidata |
|        | Mas del Ros                | Riba-roja d'Ebre | masia        |         | 41° 12′ 19″ N, 0° 29′ 08″ E / 41.2053443965648°N,0.485591638044518°E |           |                     | Modifica les dades a Wikidata |
|        | Mas del Taleco             | Riba-roja d'Ebre | masia        |         | 41° 17′ 25″ N, 0° 29′ 56″ E / 41.2903852670001°N,0.498794480169767°E |           |                     | Modifica les dades a Wikidata |
|        | Mas del Trist              | Riba-roja d'Ebre | masia        |         | 41° 13′ 02″ N, 0° 27′ 25″ E / 41.217305483263°N,0.45681370948425°E   |           |                     | Modifica les dades a Wikidata |

## muntanya
| imatge | Nom                                      | Ubicat a                                        | instància de | Detalls | coordenades                                                              | Protecció | Commons (més fotos)    | Dades a WD                    |
| ------ | ---------------------------------------- | ----------------------------------------------- | ------------ | ------- | ------------------------------------------------------------------------ | --------- | ---------------------- | ----------------------------- |
|        | Cap de la Costa de la Pobla de Massaluca | la Pobla de Massaluca Riba-roja d'Ebre          | muntanya     |         | 41° 13′ 21″ N, 0° 22′ 21″ E / 41.22243056°N,0.37246944°E 330.4 msnm      |           |                        | Modifica les dades a Wikidata |
|        | Los Escambrons                           | Riba-roja d'Ebre                                | muntanya     |         | 41° 15′ 59″ N, 0° 22′ 41″ E / 41.266377777778°N,0.37815°E 370.9 msnm     |           |                        | Modifica les dades a Wikidata |
|        | Los Mollons                              | Vilalba dels Arcs Riba-roja d'Ebre la Fatarella | muntanya     |         | 41° 12′ 59″ N, 0° 24′ 08″ E / 41.2164°N,0.402247°E 358.4 msnm            |           |                        | Modifica les dades a Wikidata |
|        | Punta de Berrús                          | Riba-roja d'Ebre                                | muntanya     |         | 41° 14′ 14″ N, 0° 24′ 21″ E / 41.2371°N,0.405867°E 242.2 msnm            |           |                        | Modifica les dades a Wikidata |
|        | Punta de Vall d'Ombrenc                  | Riba-roja d'Ebre                                | muntanya     |         | 41° 16′ 04″ N, 0° 26′ 35″ E / 41.26785833°N,0.44303611°E 432.7 msnm      |           |                        | Modifica les dades a Wikidata |
|        | Punta de Vall de Sanç                    | Riba-roja d'Ebre Flix                           | muntanya     |         | 41° 16′ 08″ N, 0° 30′ 25″ E / 41.26888556°N,0.50699722°E 286.5 msnm      |           |                        | Modifica les dades a Wikidata |
|        | Punta de l'Home                          | la Fatarella Riba-roja d'Ebre                   | muntanya     |         | 41° 11′ 48″ N, 0° 29′ 42″ E / 41.1968°N,0.49505°E 574.8 msnm             |           |                        | Modifica les dades a Wikidata |
|        | Punta de les Barraques                   | la Pobla de Massaluca Riba-roja d'Ebre          | muntanya     |         | 41° 12′ 41″ N, 0° 23′ 15″ E / 41.2114°N,0.387628°E Terra Alta 200.4 msnm |           |                        | Modifica les dades a Wikidata |
|        | Punta del Puntal                         | Riba-roja d'Ebre                                | muntanya     |         | 41° 16′ 17″ N, 0° 26′ 28″ E / 41.27129444°N,0.44115556°E 478.7 msnm      |           |                        | Modifica les dades a Wikidata |
|        | puntal dels Escambrons                   | Riba-roja d'Ebre Almatret                       | muntanya     |         | 41° 16′ 33″ N, 0° 25′ 57″ E / 41.275833°N,0.4325°E 495 msnm              |           | Puntal dels Escambrons | Modifica les dades a Wikidata |

## passatge
| imatge | Nom                      | Ubicat a         | instància de | Detalls                     | coordenades                                          | Protecció                                  | Commons (més fotos) | Dades a WD                    |
| ------ | ------------------------ | ---------------- | ------------ | --------------------------- | ---------------------------------------------------- | ------------------------------------------ | ------------------- | ----------------------------- |
|        | Porxo al carrer Portal   | Riba-roja d'Ebre | passatge     | Estil: arquitectura popular | 41° 15′ 03″ N, 0° 29′ 06″ E / 41.250778°N,0.484948°E | bé integrant del patrimoni cultural català |                     | Modifica les dades a Wikidata |
|        | Porxo al carrer Sant Roc | Riba-roja d'Ebre | passatge     | Estil: arquitectura popular | 41° 15′ 04″ N, 0° 29′ 05″ E / 41.251014°N,0.484844°E | bé integrant del patrimoni cultural català |                     | Modifica les dades a Wikidata |

## pont
| imatge | Nom                    | Ubicat a         | instància de | Detalls        | coordenades                                                          | Protecció | Commons (més fotos) | Dades a WD                    |
| ------ | ---------------------- | ---------------- | ------------ | -------------- | -------------------------------------------------------------------- | --------- | ------------------- | ----------------------------- |
|        | Pont de Berrús         | Riba-roja d'Ebre | pont         |                | 41° 13′ 26″ N, 0° 23′ 31″ E / 41.2237576053435°N,0.39186177926405°E  |           |                     | Modifica les dades a Wikidata |
|        | Pont de Sant Francisco | Riba-roja d'Ebre | pont         |                | 41° 14′ 06″ N, 0° 24′ 53″ E / 41.2349528525558°N,0.414610859162053°E |           |                     | Modifica les dades a Wikidata |
|        | Pont de Vall d'Abelles | Riba-roja d'Ebre | pont         |                | 41° 14′ 22″ N, 0° 27′ 55″ E / 41.2394922139799°N,0.46521492433809°E  |           |                     | Modifica les dades a Wikidata |
|        | Pont de la Barca       | Riba-roja d'Ebre | pont         | Travessa: Ebre | 41° 14′ 51″ N, 0° 28′ 42″ E / 41.2476359357229°N,0.478408884971851°E |           |                     | Modifica les dades a Wikidata |

## serra
| imatge | Nom                   | Ubicat a                                | instància de | Detalls | coordenades                                                         | Protecció | Commons (més fotos)   | Dades a WD                    |
| ------ | --------------------- | --------------------------------------- | ------------ | ------- | ------------------------------------------------------------------- | --------- | --------------------- | ----------------------------- |
|        | Serra de la Fatarella | Ascó Flix Riba-roja d'Ebre la Fatarella | serra        |         | 41° 11′ 49″ N, 0° 29′ 43″ E / 41.19703889°N,0.49523889°E 563.5 msnm |           | Serra de la Fatarella | Modifica les dades a Wikidata |
|        | serra dels Valencians | Riba-roja d'Ebre                        | serra        |         | 41° 13′ 45″ N, 0° 25′ 46″ E / 41.2293°N,0.429458°E 390.8 msnm       |           |                       | Modifica les dades a Wikidata |

## Misc
| imatge | Nom                                 | Ubicat a                                    | instància de                                                                              | Detalls                                                               | coordenades                                                                                         | Protecció                                            | Commons (més fotos)                     | Dades a WD                    |
| ------ | ----------------------------------- | ------------------------------------------- | ----------------------------------------------------------------------------------------- | --------------------------------------------------------------------- | --------------------------------------------------------------------------------------------------- | ---------------------------------------------------- | --------------------------------------- | ----------------------------- |
|        | Calvari                             | Riba-roja d'Ebre                            | calvari                                                                                   | Estil: arquitectura popular                                           | 41° 14′ 59″ N, 0° 29′ 10″ E / 41.249733°N,0.48617°E                                                 | bé integrant del patrimoni cultural català           |                                         | Modifica les dades a Wikidata |
|        | Casa de la Vila                     | Riba-roja d'Ebre                            | casa consistorial                                                                         | Estil: arquitectura eclèctica                                         | 41° 15′ 03″ N, 0° 29′ 16″ E / 41.250956°N,0.487758°E 82 msnm                                        | bé cultural d'interès local                          | Casa de la Vila de Riba-roja d'Ebre     | Modifica les dades a Wikidata |
|        | Ebre                                | Cantàbria País Basc Navarra Aragó Catalunya | riu                                                                                       | Desemboca: mar Mediterrània Llarg: 910km Conca: 86800km²              | 43° 02′ 15″ N, 4° 22′ 12″ O / 43.0375°N,4.37°O 40° 43′ 43″ N, 0° 52′ 09″ E / 40.728527°N,0.869293°E |                                                      | Ebro River                              | Modifica les dades a Wikidata |
|        | Estació de Riba-roja d'Ebre         | Riba-roja d'Ebre                            | estació de ferrocarril edifici                                                            | Estil: arquitectura eclèctica                                         | 41° 14′ 55″ N, 0° 28′ 52″ E / 41.248525°N,0.48103888888889°E                                        | bé integrant del patrimoni cultural català           | Riba-roja d'Ebre train station          | Modifica les dades a Wikidata |
|        | Forn de Tronera                     | Riba-roja d'Ebre                            | forn de calç                                                                              | Estil: arquitectura popular                                           | | bé integrant del patrimoni cultural català           |                                         | Modifica les dades a Wikidata |
|        | Fortí a la serra dels Valencians    | Riba-roja d'Ebre                            | edifici                                                                                   | Estil: arquitectura popular                                           | 41° 14′ 08″ N, 0° 25′ 35″ E / 41.235628°N,0.426403°E                                                | bé cultural d'interès nacional                       |                                         | Modifica les dades a Wikidata |
|        | Granja d'Armando                    | Riba-roja d'Ebre                            | granja                                                                                    |                                                                       | 41° 14′ 25″ N, 0° 27′ 21″ E / 41.2402697303449°N,0.455961212773686°E                                |                                                      |                                         | Modifica les dades a Wikidata |
|        | La Garita                           | Riba-roja d'Ebre                            | torre de sentinella                                                                       |                                                                       | 41° 14′ 43″ N, 0° 29′ 19″ E / 41.245185°N,0.488681°E ca:Camí dels Hereuins 126 msnm                 | bé d'interès cultural bé cultural d'interès nacional | La Garita (Riba-roja d'Ebre)            | Modifica les dades a Wikidata |
|        | Monserrat                           | Riba-roja d'Ebre                            | vèrtex geodèsic                                                                           | Alt: 1.2m                                                             | 41° 11′ 49″ N, 0° 29′ 42″ E / 41.196859°N,0.495079°E 551.566 msnm                                   |                                                      |                                         | Modifica les dades a Wikidata |
|        | Pedrera de Fausto                   | Riba-roja d'Ebre                            | pedrera                                                                                   |                                                                       | 41° 14′ 22″ N, 0° 24′ 13″ E / 41.2395718936884°N,0.403749499503937°E                                |                                                      |                                         | Modifica les dades a Wikidata |
|        | Pinyeres                            | Riba-roja d'Ebre                            | nucli de població                                                                         |                                                                       | 41° 14′ 44″ N, 0° 25′ 20″ E / 41.2454453674826°N,0.422228072594643°E                                |                                                      |                                         | Modifica les dades a Wikidata |
|        | Pou de gel de Delaguà               | Riba-roja d'Ebre                            | pou de neu                                                                                |                                                                       | | bé cultural d'interès local                          |                                         | Modifica les dades a Wikidata |
|        | Riba-roja d'Ebre                    | Riba-roja d'Ebre                            | entitat singular de població capital municipal                                            | 1126 hab                                                              | 41° 15′ 00″ N, 0° 29′ 00″ E / 41.25°N,0.48333°E 84 msnm                                             |                                                      |                                         | Modifica les dades a Wikidata |
|        | Sebes i meandre de Riba Roja        | Riba-roja d'Ebre Flix                       | zona humida                                                                               | Superfície: 118.24ha                                                  | 41° 14′ 49″ N, 0° 30′ 13″ E / 41.2469°N,0.5035°E 43 msnm                                            |                                                      | Sebes i meandre de Riba Roja            | Modifica les dades a Wikidata |
|        | barranc de la Vall de Bus           | Riba-roja d'Ebre                            | curs d'aigua                                                                              | Desemboca: Ebre                                                       | 41° 14′ 24″ N, 0° 22′ 45″ E / 41.24°N,0.37916666666667°E 81 msnm                                    |                                                      |                                         | Modifica les dades a Wikidata |
|        | castell de Riba-roja                | Riba-roja d'Ebre                            | castell                                                                                   |                                                                       | 41° 15′ 05″ N, 0° 29′ 05″ E / 41.251519°N,0.484724°E ca:Carrer del Castell 72 msnm                  | bé d'interès cultural bé cultural d'interès nacional | Castell de Riba-roja (Riba-roja d'Ebre) | Modifica les dades a Wikidata |
|        | centre històric de Riba-roja d'Ebre | Riba-roja d'Ebre                            | centre històric                                                                           | Estil: arquitectura popular                                           | 41° 15′ 05″ N, 0° 29′ 06″ E / 41.251398°N,0.484889°E                                                | bé integrant del patrimoni cultural català           |                                         | Modifica les dades a Wikidata |
|        | font d'Aigua Molla                  | Riba-roja d'Ebre                            | font                                                                                      |                                                                       | 41° 13′ 49″ N, 0° 28′ 14″ E / 41.230219253753°N,0.47062940495867°E                                  |                                                      |                                         | Modifica les dades a Wikidata |
|        | pantà de Riba-roja                  | Riba-roja d'Ebre                            | embassament                                                                               | 1969 Llarg: 362m Superfície: 2028.9ha Volum: 206.9hm³ Conca: 80823km² | 41° 14′ 36″ N, 0° 25′ 58″ E / 41.2434°N,0.432664°E Ebre 70 msnm                                     |                                                      | Reservoir of Riba-roja                  | Modifica les dades a Wikidata |
|        | presa de Riba-roja                  | Riba-roja d'Ebre                            | presa de gravetat central hidroelèctrica Ús: energia hidroelèctrica regadiu aigua potable | Llarg: 362m Alt: 60m Volum: 800000m³                                  | 41° 14′ 37″ N, 0° 25′ 58″ E / 41.2436051°N,0.4327571°E Ebre 76 16 msnm                              |                                                      | Reservoir of Riba-roja                  | Modifica les dades a Wikidata |